# Spring Lake, Carolina de Nord
Spring Lake este un oraș din comitatul Cumberland, Carolina de Nord, Statele Unite ale Americii. Recensământul din 2020 a înregistrat o populație de 11.660 de persoane.

## Istorie
Numele actual al orașului a apărut pentru prima dată în jurul anului 1923, când Arthur Priddy a deschis stația service Spring Lake după lacul (Iazul Spring Lake) care se afla de-a lungul căii ferate. Anterior, zona a fost numită „Clayton Cut”, datorită rambleului care străbătea zona în care mai târziu a fost construită calea ferată, precum și „Prince’s Siding”, după un bărbat pe nume Prince care deținea un gater pe acest teren.
Spring Lake a fost încorporat oficial pe 9 aprilie 1951. Grady Howard a fost numit primar interimar la această dată și a fost ales oficial primul primar al Spring Lake pe 5 iunie 1951.
Creșterea zonei care a început după al Doilea Război Mondial este atribuită proximității bazei militare Fort Bragg.
Long Valley Farm a fost inclusă în Registrul național al locurilor istorice în 1994.

## Geografie
Spring Lake este situat în nord-vestul comitatului Cumberland la 35°10′39″N 78°58′32″V / 35.17750°N 78.97556°V. Se învecinează la sud cu orașul Fayetteville, reședința comitatului Cumberland, la vest cu comitatele Hoke și Moore și la nord cu comitatul Harnett. Porțiuni mari din limitele orașului sunt ocupate de Aerodromul Pope și părți din Fort Bragg.
Autostrăzile 87 și 24 din Carolina de Nord trec împreună prin oraș, ducând spre sud 18 km până în centrul orașului Fayetteville. NC 87 duce spre nord 42 km până la Sanford, în timp ce NC 24 merge spre nord-vest 50 km spre Cartagina. Autostrada 210 din Carolina de Nord merge spre nord-est 29 km spre Lillington și spre sud-est ca Murchison Road 16 km până în centrul orașului Fayetteville.
Potrivit Biroului de Recensământ al Statelor Unite, orașul Spring Lake are o suprafață totală de 60,2 km2, din care 59,7 km2 este pământ și 0,5 km2, sau 0,88%, este apă.  The Little River, un afluent al râului Cape Fear, străbate orașul de la vest la est, trecând la nord de centrul orașului.

## Demografie
La recensământul din 2020 al Statelor Unite ale Americii, existau aici 11.660 de oameni, 4.369 de gospodării și 2.653 de familii care locuiau în oraș.

## Guvernarea
Spring Lake este deservit de un primar și de un consiliu al orașului format din 7 persoane. Membrii sunt aleși pentru mandate de doi ani reînnoibile.
În mai 2009, departamentul de poliție din Spring Lake a fost decăzut din autoritatea sa, biroul șerifului din comitatul Cumberland preluând comanda în oraș. Acest lucru s-a întâmplat după ce doi dintre ofițerii săi superiori au fost arestați pentru o serie de acuzații, inclusiv delapidare, furt, obstrucționarea justiției, răpire și intrare prin efracție.  Procurorul districtual a renunțat la majoritatea cazurilor de delicte minore pe care departamentul le-a investigat, spunând „Nu ne mai putem baza pe integritatea de bază presupusă a rezultatelor muncii al acestui departament”.  Șeful poliției A.C. Brown și-a dat demisia în urma scandalului. De atunci, orașul a refăcut departamentul prin angajarea de noi ofițeri și a unui nou șef al poliției, Dysoaneik Spellman. Puterea de a investiga delicte minore a fost restabilită în 2010.